# Demokratisches Gesundheitswesen
Demokratisches Gesundheitswesen war der Titel einer Zeitschrift, die von 1979 bis 1989 im  Kölner Pahl-Rugenstein Verlag erschien.

## Geschichte
Die Zeitschrift Demokratisches Gesundheitswesen, die speziell auf Gesundheits- und Sozialberufe ausgerichtet war, wurde 1979 gegründet. Herausgeber waren u. a. Hans-Ulrich Deppe, Brigitte Kluthe, Rolf Rosenbrock, Annette Schwarzenau, Hans See, Alf Trojan und Erich Wulff. In der Redaktion tätig waren Ursula Daalmann als presserechtlich verantwortliche Redakteurin und Joachim Neuschäfer. Zum Programm gehörte die Demokratisierung des Gesundheitswesens, die gegen die damalige Politik der Kostendämpfung im Sinne einer ökonomischen Durchdringung gerichtet war.
Parallel zu diesem Titel erschienen im Pahl-Rugenstein Verlag die Zeitschriften Demokratie und Recht sowie Demokratische Erziehung. Ebenfalls gab der Verlag die Blätter für deutsche und internationale Politik heraus, die 1957 gegründet wurden und die über den Konkurs hinaus von der Blätter-Gesellschaft fortgeführt werden. Im Zuge des Konkursverfahrens des Pahl-Rugenstein Verlages musste das Erscheinen der Zeitschrift Demokratisches Gesundheitswesen im Jahr 1989 eingestellt werden. Die etwa dreitausend Abonnementsverträge übernahm der Mabuse-Verlag für seine Zeitschrift Dr. med. Mabuse.

## Quelle
- Mathias Jung (Hrsg.): Für eine bessere Republik. Eine Lesebuch des Pahl-Rugenstein Verlages 1957–1987. Mit einem Vorwort von Paul Neuhöffer. Pahl-Rugenstein Verlag, Köln 1987, ISBN 3-7609-1169-2, S. 474f.